# 香港經濟日報集團
香港經濟日報集團有限公司（英語：Hong Kong Economic Times Holdings Limited，港交所：423），是一間香港上市公司，在2005年在開曼群島註冊。集團的前身，是在1986年創立的同名香港公司香港經濟日報（集團）有限公司（又名拓利有限公司、港經日報有限公司及經濟（集團）有限公司），並於1988年開始出版《香港經濟日報》。創辦人為馮紹波、麥華章，以及石鏡泉 。集團總部位於香港北角渣華道321號柯達大廈二期6樓。

## 業務
集團主要承印及銷售資訊刊物，包括《香港經濟日報》、《投資理財周刊》、《置業家居》、《晴報》、《e-zone》，《U周刊》以及《iMoney 智富雜誌》。而財經通訊社、資訊及軟件業務也是集團經營範圍，包括經濟通、交易通、環富通 （页面存档备份，存于）及經濟地產庫 （页面存档备份，存于）。其他業務包括招聘廣告及培訓業務，包括經濟商學院 （页面存档备份，存于）及CTgoodjobs （页面存档备份，存于）；另外，優質生活資訊網站包括「樂本．健」及「U Lifestyle」、及其成員包括 U Travel、港生活、U Beauty、U Food、U Blog 等。到2010年代中期開設網路平台TOPick （页面存档备份，存于）和地產站。

## 歷史
1993年，英屬處女群島公司Golden Rooster成立，成為香港經濟日報集團的控股股東。Golden Rooster的股東為馮紹波、朱裕倫及梁家齊:66。2004年香港經濟日報集團向集團控股股東Golden Rooster、集團董事麥炳良、陳早標、石鏡泉及史秀美收購其所持的全部ET Net（BVI）股權，作價10萬美元:68；ET Net（BVI）是經濟通有限公司的母公司，經營《經濟通》網頁；當時ET Net（BVI）或經濟通的小股東為Network Holdings及Top Media兩間公司，分別持有1.96%及2%權益。
2005年，集團首次公開發行的招股價定為1.43至1.7港元之間，發行新股1.04億，股其中9,360萬股用作配售，集資額為約1.8億港元 。在收集所有認購後，最終定價為1.7港元，並於2005年8月3日在香港交易所主板上市，並於首目錄得35%升幅。
集團於2011年10月斥資2.15億元收購印刷公司泰業（香港），強化印刷部門。
2023年8月15日，《晴報》母公司香港經濟日報集團開會商討後，決定旗下《晴報》將於同年9月15日發行最後一份印刷版報章，並將遣散部分員工。

## 董事會成員名單
- 執行董事：馮紹波、史秀美、陳早標、王清
- 非執行董事：朱裕倫
- 獨立非執行董事：周安橋、羅富昌、歐陽偉立 [12]

## 外部連結
- 官方网站